# Siru
Siru (시루) là nồi hấp bằng đất dùng để hấp các loại ngũ cốc hoặc bánh như bánh tteok.

## Giới thiệu
Các nồi hấp bằng đất nung được sử dụng trên bán đảo Triều Tiên từ cuối thời đồ đồng, chủ yếu là ở vùng miền bắc Triều Tiên. Đến thời Tam quốc Triều Tiên (57 TCN–676), chúng đã được sử dụng khắp Triều Tiên.
Nồi hấp truyền thống bao gồm tay cầm, phần thân chính, đáy và các lỗ. Nồi hấp này không dùng trực tiếp trên ngọn lửa mà cần một nồi khác để nấu nước. Chúng chủ yếu được dùng để hấp bánh tteok, hấp ngũ cốc. Thời tiền sử, bánh gạo là bánh cung cấp tinh bột chính trong bữa ăn của dân Triều Tiên. Nhưng từ thời Tam Quốc Triều Tiên nó được thay thế bằng cơm. Cùng với sự phát triển của các nghi thức tôn giáo, tteok trở thành đồ cúng tế.
Nói cách khác, Siru không phải là một dụng cụ nhà bếp dùng hàng ngày mà là dụng cụ để chuẩn bị đồ tế cho những nghi thức tế lễ đặc biệt, một dụng cụ mang ý nghĩa biểu tượng.

## Hình ảnh

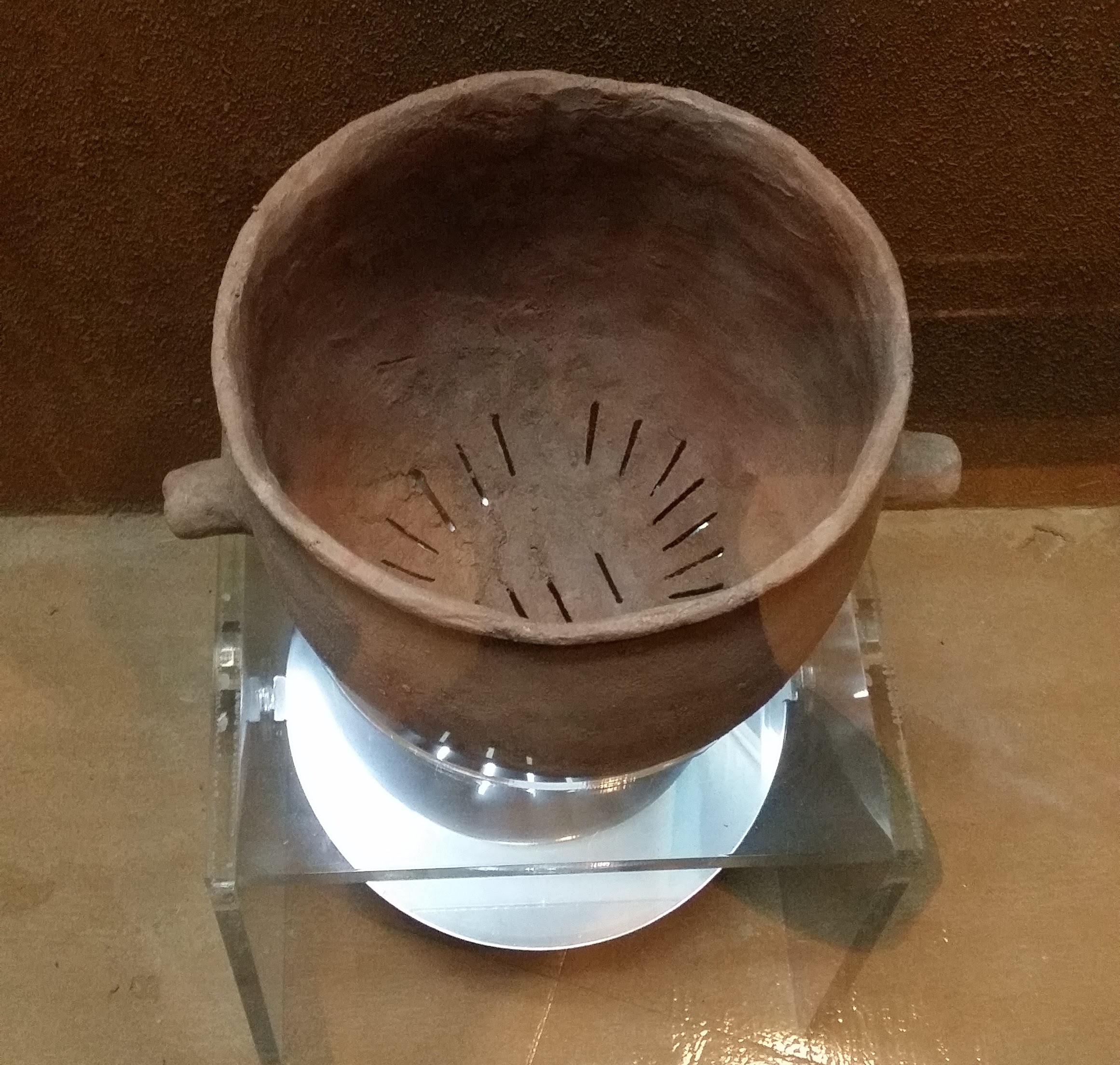
Siru đồng
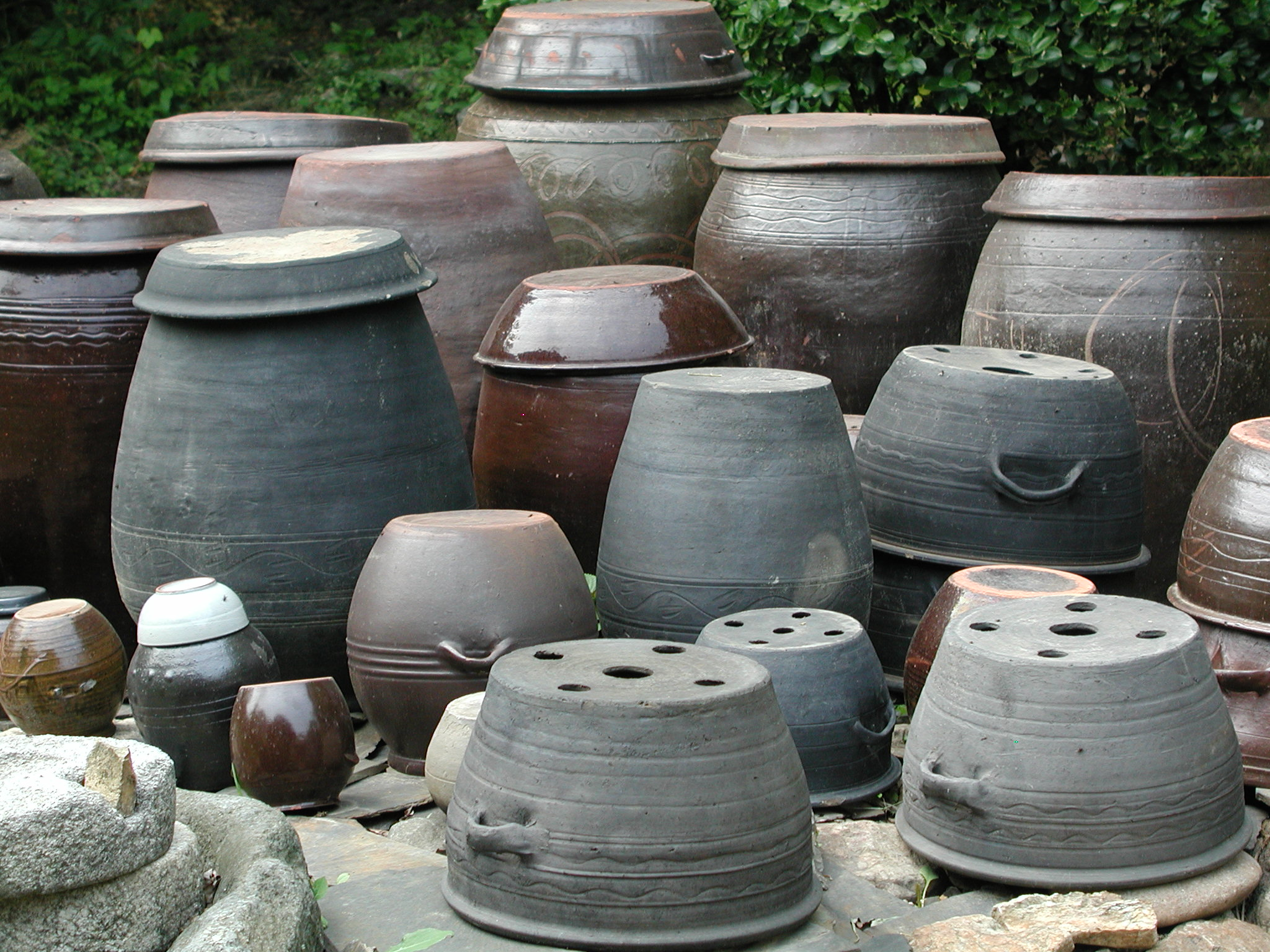
Siru đất nung